# Vorauer Novelle
Die Vorauer Novelle ist eine mittelhochdeutsche Reimpaardichtung in 649 Versen. Der Text ist ein Fragment und bricht nach etwa der Hälfte der Erzählung ab. Die Vorauer Novelle entstand in der hochhöfischen Zeit um 1200 und wurde in der ersten Hälfte des 13. Jahrhunderts aufgezeichnet. Der Dichter des Textes, der in der Theophilus-Tradition steht und als frühe Bearbeitung des Faust-Stoffes gesehen werden kann, ist unbekannt. Der Text ist unikal im Stift Vorau (Steiermark) überliefert.

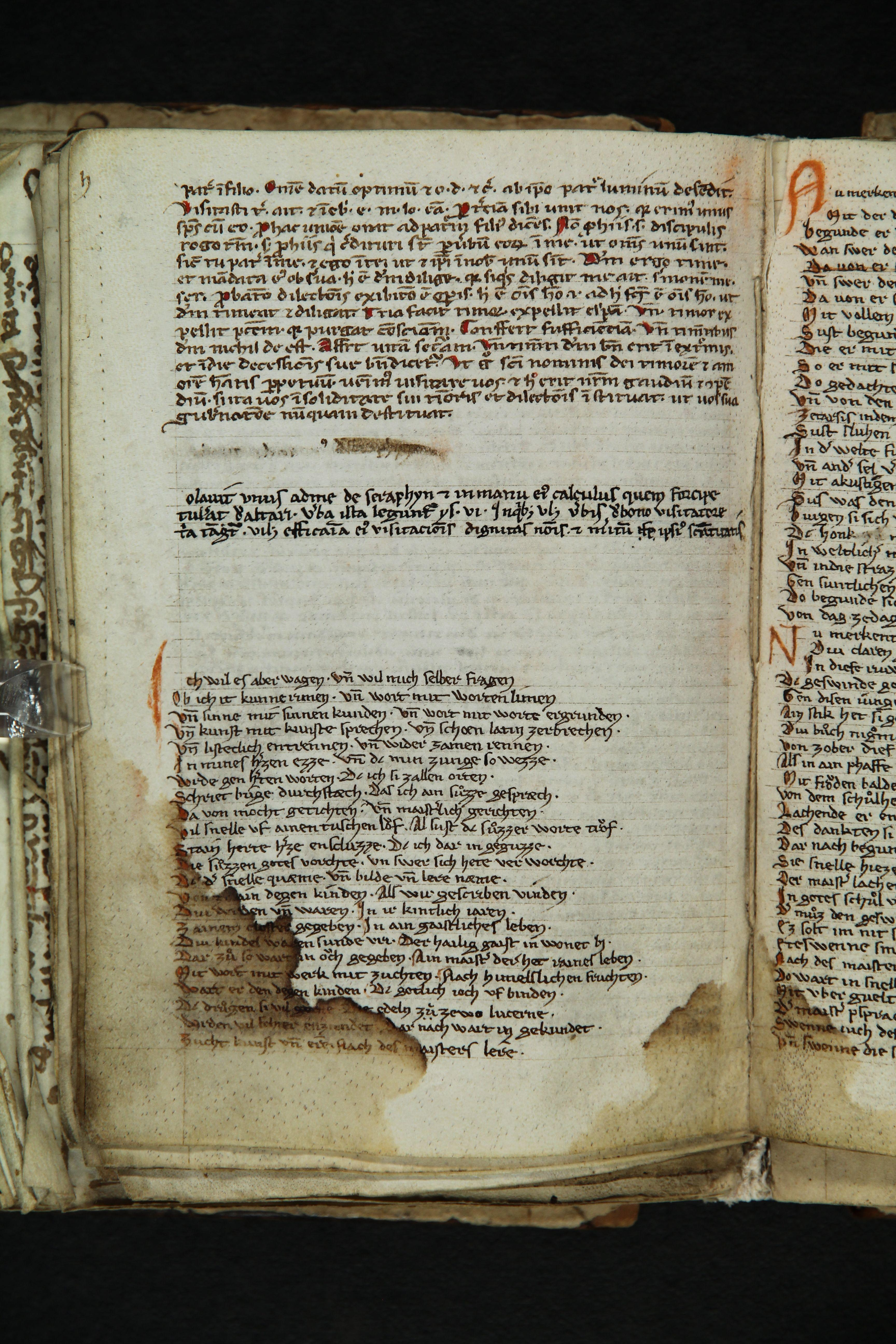
Faksimile der ersten Seite der Vorauer Novelle (Digitalisat von der Homepage von Wernfried Hofmeister, siehe Weblinks)

## Zur Benennung der Vorauer Novelle
Der Titel „Vorauer Novelle“ wurde vom Germanisten Anton Emanuel Schönbach, der den Text 1899 zum ersten Mal edierte, gewählt. Er begründete seine Entscheidung damit, dass die Novelle „zu der Gattung von Erzählungen [gehört], in denen sich Erbauliches und Unterhaltendes, Mirakel und Historie, Kirche und Welt begegnen […] und ich habe es die „Vorauer Novelle“ genannt, weil es der Idee entspricht, welche beim Aufkommen dieser Bezeichnung damit verbunden wurde.“
Diese Idee der Novelle, die Schönbach zitiert, orientiert sich an den französischen Nouvelles, die Blankenburg 1796 erstmals definiert als „wirkliche, kleine Romane“.

## Inhalt
Zwei Klosterzöglinge fliehen aus ihrem Kloster, weil ihr Lehrer sie mit zu viel Lernstoff überfordert und häufig mit der Rute züchtigt. Sie kommen in eine (nicht näher beschriebene) Stadt, wo sie in eine Zauberschule eintreten, deren Meister sie bereits erwartet. Dort erbitten sie Einführung in die Nikromantie, die schwarze Magie, die sie durch ein Zauberbuch lernen sollen. Am Beginn dieses Buches steht aber der Preis, der dafür zu bezahlen ist:
Hie hebet sich an der sêle tôt,

der mit êweclîcher nôt

vil grimme wirt gebunden

und lasterlîchen vunden

in des tiuvels kewen

von êwen unz hin z'êwen.

(Vorauer Novelle, ed. Schönbach 1899, V. 205-210)

,
Hier beginnt das Verderben der Seele,

die mit unendlicher Qual

gar grausam gefesselt wird

und sich dann sündenbeladen wiederfindet

zwischen den Zähnen des Teufels

für immer und ewig.

 (Übersetzung: Andrea Hofmeister 2012) 
Von dieser Warnung wenig beeindruckt, fordern die Jungen den Meister auf, sie die Zauberkunst zu lehren. Sie leben dann ein sündiges Leben: Sie pflegen unkeusche Liebe, rufen den Höllenhund zu ihren Zwecken, werden habgierig, hochmütig und sind empfänglich für Trunkenheit und Völlerei. Durch dieses Verhalten lädt einer der beiden Jünglinge Gottes Fluch auf sich und erkrankt schwer, woraufhin beide rasch von der Zauberei ablassen. Es folgt ein ausführliches Gespräch der beiden Zöglinge miteinander, in dem der Gesunde den Kranken zu aufrechter Reue und Beichte überreden will. Der Kranke jedoch ist überzeugt, dass die Schwere seines Vergehens nicht zu sühnen ist. Dadurch begeht er aber erst die schwerste Sünde: Er vertraut nicht mehr auf die unendliche Gnade Gottes, er verfällt in Verzweiflung (desperatio).
Bevor er stirbt, verspricht der Kranke dem Gesunden, dass er 30 Tage nach seinem Tod – sofern es ihm möglich ist – dem Freund noch einmal erscheinen wird, um ihm zu berichten, wie es ihm im Jenseits ergangen sei. Danach stirbt der Kranke, was in einer der ausführlichsten Sterbeszenen der deutschsprachigen Literatur geschildert wird. Die Knochen des Sterbenden krachen und verschieben sich, er krampft am ganzen Körper, knirscht mit den Zähnen und heult, bis der Teufel ihm seine Seele entreißt und er stirbt. Der Gesunde zieht aus dem Erlebten die Lehre und sucht voll Reue einen Priester auf, der ihm die Beichte abnimmt und die Absolution erteilt. An dieser Stelle bricht das Fragment ab.

## Die „Vorauer Novelle“ und „Reuner Relationen“
Die „Vorauer Novelle“ steht in engem inhaltlichen Zusammenhang mit den sogenannten „Reuner Relationen“, einer lateinischen Erzählung, die unikal im Stift Rein (Steiermark) überliefert ist. Das genaue Verhältnis von „Vorauer Novelle“ und „Reuner Relationen“ zueinander ist aufgrund unsicherer Datierungen der beiden Texte nicht festzustellen. Es ist sogar denkbar, dass beide Dichtungen unabhängig voneinander aus derselben Stofftradition heraus entstanden sein können.
In der lateinischen Bearbeitung des Stoffes erscheint der Kranke dem Gesunden nach dreißig Tagen tatsächlich in einer Art Walpurgisnacht und schildert auf drastische Art und Weise die Schrecken der Hölle. Davon stark beeindruckt, verstärkt der Gesunde seine Reue, indem er nicht nur beichtet, sondern beschließt, wieder in ein Kloster einzutreten.

## Der Dichter der „Vorauer Novelle“
Der Text ist ohne Namensnennung überliefert. Schönbach hat den Text anhand einer detaillierten Untersuchung des Lautstandes dem alemannischen Bereich zugeordnet, eine nähere Spezifizierung auf einen elsässischen Dichter deutet er nur an, weil für eine eindeutige Zuordnung die Mittel nicht ausreichen. Der Dichter ist jedenfalls gebildet und des Lateinischen mächtig, auch schreibt er im Prolog, dass er bereits mehrfach lateinische Texte ins Deutsche übertragen habe. Die große Kunstfertigkeit des Dichters wird immer wieder hervorgehoben, Schönbach verweist auf das herausragend hohe Niveau von Metrik, Reim und verwendeten Stilmitteln.
Der Dichter kann nicht eindeutig einem gesellschaftlichen Stand zugeordnet werden. Schönbach vermutet einen Kleriker oder einen von Klerikern gebildeten Laien, wofür die populärtheologischen Argumente im Text, die Vertrautheit mit höfischem Leben und die Art und Weise, wie die propagandistische Absicht der lateinischen Vorlage weggelassen wird, sprächen.
Auch wenn der Dichter namentlich nicht festgemacht werden kann, so steht er für Schönbach in der Tradition Gottfrieds von Straßburg, Helmut de Boor stellt ihn an die Seite Konrads von Würzburg, „nicht als dessen ‚Schüler‘ oder Nachahmer, sondern als einen Ebenbürtigen.“

## Überlieferung des Textes
Der Text ist ausschließlich (unikal) im Vorauer Codex 412, einer lateinisch-deutschen Mischhandschrift, überliefert. Der Codex besteht aus 189 Pergamentblättern, mit sehr unterschiedlichen Teilen, die erst im 15. Jahrhundert zu einem Band vereinigt wurden. Die „Vorauer Novelle“ ist der einzige deutschsprachige Text in diesem Codex, gemeinsam überliefert mit lateinischen Predigten, die in ihrem Ton auf ein Laienpublikum als Adressaten schließen lassen. Der überlieferte Text in der „Vorauer Novelle“ ist mit ziemlicher Sicherheit nicht die erste schriftliche Fassung, sondern eine Abschrift, wie aus Schreibfehlern und Korrekturen hervorgeht.
Die Überlieferung dieses Stoffes in einem Augustiner-Chorherren-Stift könnte auch mit der Person des heiligen Augustinus zusammenhängen. Augustinus führt in seiner Jugend ein ausschweifendes Leben und findet erst in späteren Jahren durch aufrichtige Reue seinen Weg zu Gott. Der Gedanke, durch Umkehr und Reue ein sündiges Leben ins Gute wenden zu können, mag daher den Augustiner-Chorherren eventuell näher sein als anderen Orden.

## Aspekte der Interpretation
Es gibt nur wenige wissenschaftliche Beiträge zur „Vorauer Novelle“, was daran liegen mag, dass der Text ein Fragment ist. Nicht zuletzt deshalb hält Hans Gröchenig fest, dass „das Fragment das Interesse verdienen [würde], das zweifellos vorhanden wäre, wenn das ganze Gedicht vorliegen würde“. Kurz sollen nun einige Interpretationsaspekte referiert werden:

### Zur Stofftradition
Die „Vorauer Novelle“ steht einerseits in der Tradition der Mirakellegende „Von den zwei Klerikern“, die bis ins 7. Jh. zurückreicht. Andererseits steht sie aber auch deutlich im Traditionsbereich der Theophilus-Legende, die im 9. Jh. vom Diakon Paulus von Neapel aus dem Griechischen ins Lateinische übersetzt wurde. Seit Ende des 9. Jhs. erfreute sich diese lateinische Fassung großer Beliebtheit und bot das Material für zahlreiche Neufassungen und Bearbeitungen in Prosa und Vers, in lateinischer Sprache und diversen Volkssprachen. Ein wesentliches Element dieser Legende ist der Teufelspakt, den Theophilus im Gegenzug für irdischen Erfolg eingeht. Am Ende wird er jedoch von der Gottesmutter Maria gerettet. Die Legende wird zweifach als Beispielerzählung eingesetzt: Die ursprüngliche Interpretation betont die Verkörperung des Bußgedankens durch Theophilus, die spätere Interpretation, die ab dem 11. Jh. stärker auftritt, fokussiert auf die Stärke Marias als Fürsprecherin bei Gott. Gerade die erste Interpretation mit Betonung des Bußgedankens lässt sich auch in der „Vorauer Novelle“ finden.

Bereits Anton Schönbach, der die „Vorauer Novelle“ zum ersten Mal herausgibt, verweist darauf, dass mit dem Text „zum ersten Male das Faustproblem in der Literatur des Mittelalters und auf dem Boden Deutschlands [nb: des deutschen Sprachraums]“ erscheint. Die Frage nach Ähnlichkeiten zum Fauststoff unterliegt natürlich einem gewissen Interpretationsspielraum, dennoch kann man einige Argumente für diese Sichtweise benennen:
- Beide Texte stehen im Spannungsfeld von Bildung und Erkenntnis: Die Klosterzöglinge sind Teil einer Bildungseinrichtung und fliehen in die Zauberschule, von der sie sich spannenderes (verbotenes) Wissen erhoffen. Faust strebt nach der allumfassenden Erkenntnis und will wissen, „was die Welt / Im Innersten zusammenhält“.[16]

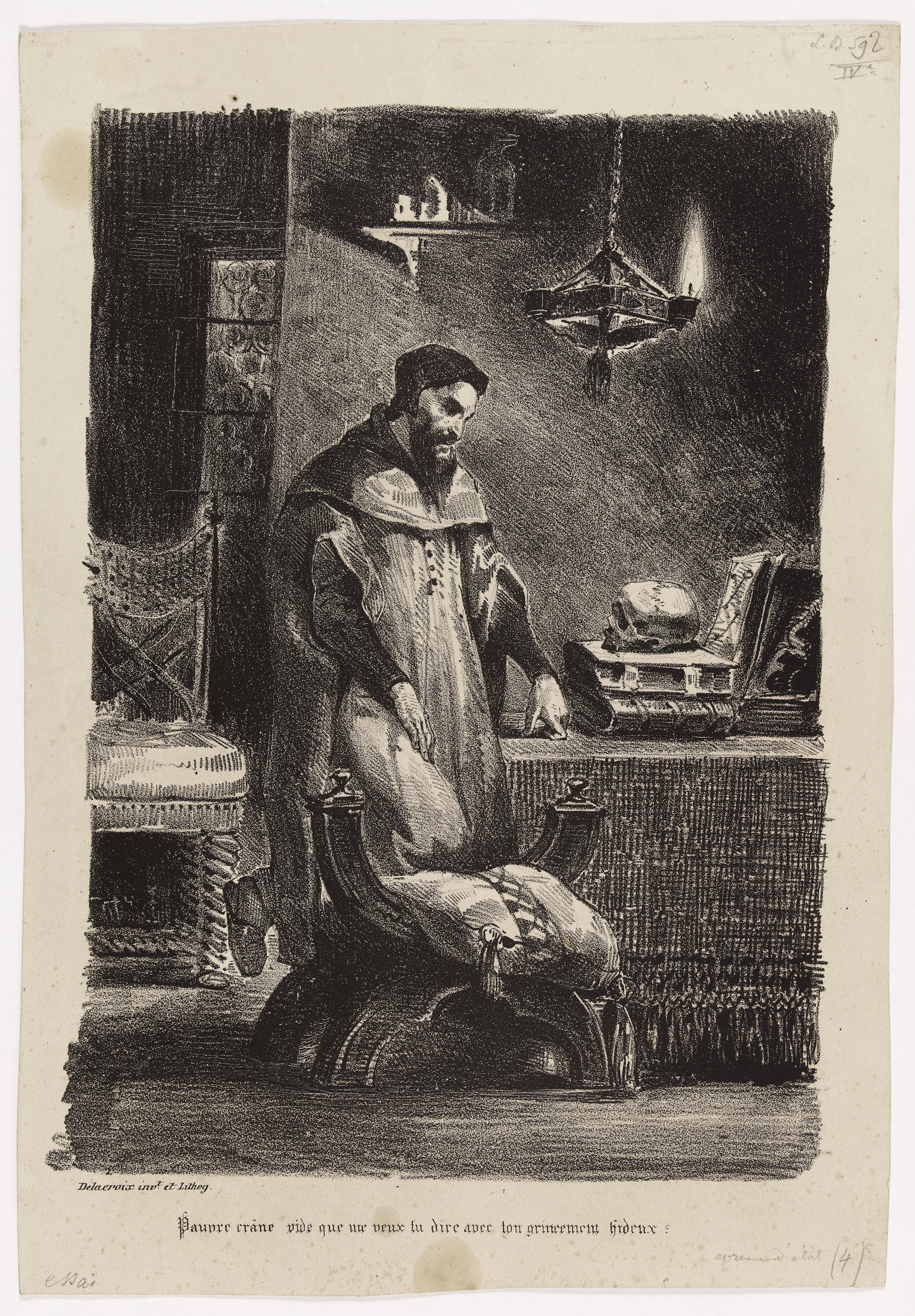
Eugène Delacroix: Faust

- Solche Erkenntnis ist aber Gott vorbehalten und auf Erden nur durch einen Pakt mit den bösen Mächten erreichbar. Nicht nur Goethes Faust, sondern auch unsere Klosterzöglinge gehen einen Seelenpakt als Preis für das Wissen ein: Während Faust mit seinem Blut ein Stück Papier für Mephisto unterzeichnet, stellt das Lesen des Zauberbuchs trotz der eindringlichen Warnung des Meisters den Paktabschluss der Zöglinge dar.
- Das Ergebnis des Paktes ist eine Form von Macht, eine anti-göttliche Lizenz für irdische Lustbarkeiten. In Goethes Faust erscheinen die Lustbarkeiten in der Person Gretchens personifiziert, in der „Vorauer Novelle“ wird von „unkeuscher Minne“ berichtet, mit der die Jünglinge mancher Frau die keusche Gesinnung genommen hätten (V. 255–261).
- Goethes Faust gibt seiner Zerrissenheit Ausdruck, wenn er über zwei Seelen klagt, die sich in seiner Brust vereinen.[17] In der „Vorauer Novelle“ ist das gesamte Geschehen auf zwei Zöglinge aufgeteilt, sind die beiden Seelen also auch körperlich getrennt.
- Die Walpurgisnacht nimmt zentralen Raum in Goethes Faust ein. Erst durch das unheimliche Treiben der Hexen wird Faust verjüngt und kann Gretchen als strahlender Verführer gegenübertreten. In der „Vorauer Novelle“ wird eine Walpurgisnacht angekündigt, die aufgrund der fragmentarischen Überlieferung jedoch nicht mehr ausgeführt wird. In den verwandten „Reuner Relationen“ erscheint der verstorbene Zögling aber seinem Freund nach dreißig Tagen in einem schaurigen Setting, das an Vorstellungen der Walpurgisnacht erinnert.

Die Frage, inwieweit man die „Vorauer Novelle“ als frühe Bearbeitung des Fauststoffs sehen will, unterliegt natürlich einem gewissen Interpretationsspielraum. Dennoch steht der Text unweigerlich in der Tradition der Teufelsbündler-Sagen, die von der Theophilus-Legende ihren Ausgang nimmt und über das Historienbuch des Dr. Faustus über englische Puppentheaterfassungen und Goethes Faustdramen bis zu Bearbeitungen im 20. Jh. reicht.

### Reue als Weg zu Gott

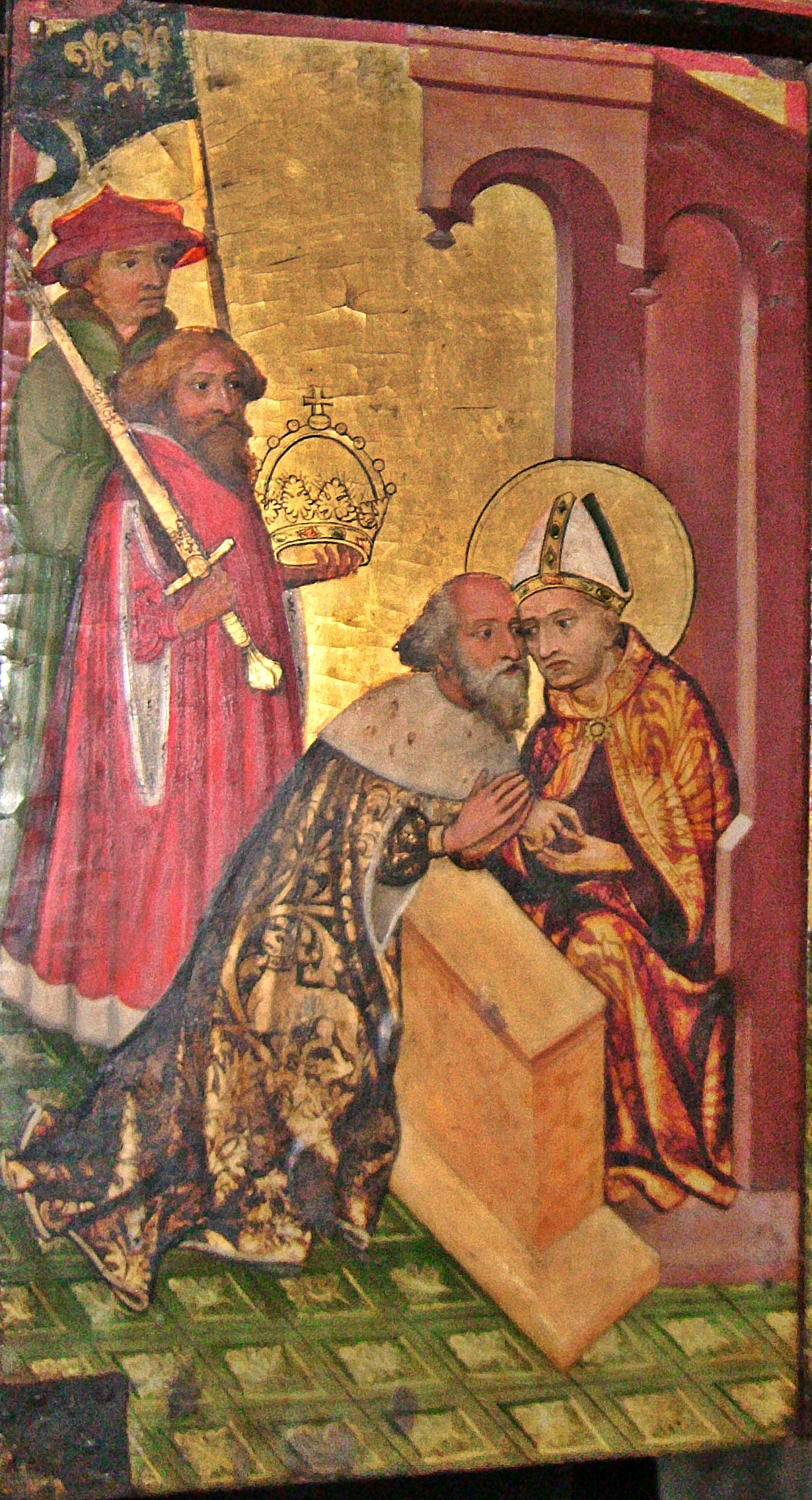
Karl der Große beichtet beim Hl. Deocar. Detail vom Deocaraltar, 1437, St. Lorenz-Kirche, Nürnberg

In der lateinischen Stoffbearbeitung, den „Reuner Relationen“, wird bereits einleitend gesagt, dass einer der beiden Jünglinge gerettet wird, der andere hingegen von Gott verdammt wurde. Dieses Bild des schrecklichen Gottes scheint der deutschsprachige Dichter abzulehnen, weil er die Stellen nicht nur auslässt, sondern den freien Willen der Knaben besonders hervorhebt. Er hält sogar fest, dass der Heilige Geist den Kindern beiwohnte. Besonderes Gewicht legt der Dichter auf die Reue, das aufrichtige Büßen der falschen Taten, was letztlich der einzige mögliche Weg zurück zu Gott ist. In diesem Sinne argumentiert auch der gesunde Jüngling, wenn er seinen kranken Kameraden zur Umkehr überreden will, was in einem beherzten Ausruf kulminiert:
kein mensch gesündet nie sô viel,

er vünde wol gotes hulde,

ob er umbe sîne schulde

enphienge rehte riuwe.

(Vorauer Novelle, ed. Schönbach 1899, V. 378-381)
Kein Mensch sündigt je so viel,

dass er nicht Gottes Gnade erlangen kann,

wenn er wegen seiner Schuld

aufrichtige Reue empfindet.

 (Übersetzung: Andrea Hofmeister 2012) 
Die deutschsprachige Bearbeitung des Stoffes betont sehr stark die aufrichtige Reue, die aus dem freien Willen der Zöglinge erwachsen soll und letztlich den einzigen Weg zur Rückkehr in den Schoß der Kirche darstellt. In den „Reuner Relationen“ ist dieser Weg von vornherein versperrt, denn Gottes Vorsehung hat einen Jüngling zur Rettung, den anderen zur Statuierung eines Exempels bestimmt. Dem gegenüber gibt der deutschsprachige Dichter den Zöglingen mehrere Möglichkeiten sich frei zu entscheiden: die (selbstverschuldete) Krankheit des Einen wird letztlich zum entscheidenden Fingerzeig für den Gesunden, sich aus freiem Willen zur Beichte zu begeben und dort unter Tränen die Absolution zu erhalten.

### Zahlensymbolik
Der Dialog der beiden Freunde, in dem der Gesunde den Kranken zur Beichte überreden will, nimmt breiten Raum in der Dichtung ein. Bei aller gebotenen Vorsicht gegenüber Zahlenspekulationen, gibt es eine Möglichkeit, den Dialog als symbolisch gebaut wahrzunehmen, die Klaus Zatloukal herausgearbeitet hat: Besondere Bedeutung kommt bei ihm der Zahl 17 zu, die aus 10 (Gebote) + 7 (Gaben des Heiligen Geistes) gebildet wird. Der Dialog besteht aus 17 Redeteilen, die in 170 Versen (= 17×10) geschrieben sind. Von diesen 170 Versen verfallen 105 Verse auf den Geretteten und 65 Verse auf den Kranken. Wenn man die Ziffernsumme dieser Zahlen bildet, ergibt dies für den Geretteten die Zahl 6, für den Sterbenden die Zahl 11. Die Zahl 6 ist in der mittelalterlichen Zahlensymbolik seit Augustinus eine perfekte Zahl, zudem bricht in der mittelalterlichen Geschichtseinteilung im sechsten Weltzeitalter mit der Geburt Christi die Zeit der Gnade an. Die Zahl 11 wird jedoch als sündige Zahl interpretiert, weil sie die vollkommene Zahl der 10 Gebote überschreitet. Die Interpretation der 11 als sündige Zahl ist auch der Grund für den Faschingsbeginn am 11.11. um 11:11 Uhr. Wenn man die beiden Ziffernsummen addiert, erhält man wiederum die Zahl 17, was die Auffassung nahelegt, dass wir hier einen bewusst gebauten Dialog vor uns haben. Unklar ist allerdings, was bei der Addition der Ziffernsummen mit dem Null in 105 passiert. Denn auch wenn diese Zahl keinen entsprechenden Zahlenwert hat, ist sie dennoch in 105 enthalten und wird in der Rechnung übergangen. Bei allem Staunen über die Gebautheit des Dialogs muss man sich vor Augen halten, dass hier Maße in den Text hineingetragen werden, die nicht beweisbar sein können. Ein anderer Blick auf den Text mag zu einer anderen Lesart mit anderen Ergebnissen kommen, so dass man diese Form der zahlensymbolischen Auslegung als eine mögliche Interpretation unter anderen ansehen sollte.

## Weiterführende Literatur

### Textausgaben und Kommentare
- Die Vorauer Novelle und Die Reuner Relationen. In Abbildung herausgegeben und transkribiert von Hans Gröchenig. Kümmerle, Göppingen 1981 (= Litterae. Göppinger Beiträge zur Textgeschichte. Band 81).
- Albert Leitzmann: Zur Vorauer Novelle. In: Altdeutsches Wort und Wortkunst. Georg Baesecke zum 65. Geburtstag. Hrsg. von Ferdinand J. Schneider und Karl Wessel. Niemeyer, Halle/Saale 1941, S. 190–194.
- Anton Emanuel Schönbach: Studien zur Erzählungsliteratur des Mittelalters II: Die Vorauer Novelle. Carl Gerold’s Sohn, Wien 1899 (= Sitzungsberichte der phil.-hist. Klasse der kaiserl. Akademie der Wissenschaften in Wien. Bd. 140. IV. Abhandlung; online verfügbar).
- Die Vorauer Novelle. Mittelhochdeutscher Text und Übertr. ins Nhd. v. Andrea Hofmeister. Universitätsverein Steir. Literaturpfade d. MA. Graz 2012 (= Texte zu den Steirischen Literaturpfaden des Mittelalters. Band 4; Online-Bestellung).

### Sekundärliteratur
- Alfred Kracher: Mittelalterliche Literatur und Dichtung in der Steiermark. In: Literatur in der Steiermark. Landesausstellung 1976. Hrsg. von der Steiermärkischen Landesregierung. Styria, Graz 1976 (= Arbeiten aus dem Steiermärkischen Landesarchiv. Band 15). S. 9–43, hier: S. 16.
- Leopold Kretzenbacher: Teufelsbündner und Faustgestalten im Abendlande. Verlag des Geschichtsvereins für Kärnten, Klagenfurt 1968 (= Buchreihe des Landesmuseums für Kärnten. Band 23), bes. S. 54–64.
- Friedrich Ohly: Der Verfluchte und der Erwählte. Vom Leben mit der Schuld. Opladen: Westdt. Verlag 1976 (= Rheinisch-Westfälische Akademie der Wissenschaften. Vorträge. G. 207), bes. S. 60–65.
- Karin Schütze: Das Buch als Verführer. Inszenierte Medialität und Grenzüberschreitung in der „Vorauer Novelle“. Univ. Dipl.-Arb., Graz 2004.
- Klaus Zatloukal: Die Vorauer Novelle. Beobachtungen zur dichterischen Umgestaltung der ersten „Reuner Relationen“. In: Euphorion 72 (1978), H. 2–3, S. 240–259.
- Klaus Zatloukal: Vorauer Novelle. In: Die deutsche Literatur des Mittelalters. Verfasserlexikon. 2., völlig neu bearb. Aufl. Hrsg. v. Kurt Ruth [u. a.]. Bd. 10. de Gruyter, Berlin/ New York 1999, Sp. 523–525.